# 丹·樸斯
丹尼爾·"丹"·波茲（英語：Daniel "Dan" Potts，1994年4月13日—），出生於倫敦巴金，是一名英格蘭足球運動員，出身韋斯咸，司職後衛。丹尼爾·波茲的父親是韋斯咸名宿美國出生的球員史堤夫·波茲，丹·波茲曾經是美國U20代表，後代表過英格蘭U20。

## 生平

### 球會
2010年5月，波茲以學徒球員加盟韋斯咸 ，他於2011年4月27日在預備隊的首次上陣在作客挑戰狼隊，他簽訂的球會職業球員合約後的短短一天的2011年12月17日在主場1-0擊敗班士利。他在賽季中上陣四次後於2012年5月成為年度最佳年輕球員。2012年11月23日，他以外借一個月形式加盟高車士打。他於11月24日首次為高車士打上陣時以5-1擊敗米爾頓凱恩斯。2013年1月，外借完結後波茲回到韋斯咸。2013年1月23日，在英超聯賽對陣阿仙奴的時候，他因為在82分鐘與沙格拿頭部碰撞之後因腦震盪而離場，導致比賽在90後添加上12分鐘的補時。
2013年11月20日，波茲再以外借一個月形式加盟樸茨茅夫。11月23日，他在法頓公園球場以2-1負於斯肯索普聯的比賽中首次上陣。2013年12月，波茲再回到韋斯咸。
2015年5月29日，於被母會韋斯咸效棄後，波茲以自由身轉投英乙球會盧頓，簽約兩年。

### 國家隊
由於波茲的父親出生在美國，波茲是有資格為英格蘭國家足球隊和美國國家足球隊上陣。波茲在2011年應邀出席並在美國U20的集訓營，他為美國U-20隊在維希對陣法國的友誼賽中作為替補球員首次上陣，打了21分鐘
。
2012年4月，美國足球隊官員確定波茲是不符合作為美國公民資格，因為他的父親不符合作為公民的居住條件要求以將他的公民資格傳遞給他的兒子，這意味著在任何級別波茲無法發揮代表美國上陣。
波茲於2012年3月7日為英格蘭U18隊在克魯主場亞歷山德拉體育場對波蘭的賽事在上半場上陣，最後以3-0戰勝波蘭。他最近亦代表英格蘭U19隊在友賽中迎戰芬蘭。
2013年5月28日，他被任命為領隊彼得·泰萊為2013年國際足協U-20世界盃所選的21人名單中，並於6月16日在3-0贏了烏拉圭的熱身賽首次上陣
。

## 個人生活
波茲的父親是韋斯咸的前隊長史堤夫·波茲，波茲在12歲時被確診患有白血病。然而，在他的16歲生日之前已被確診痊愈。

## 榮譽

### 俱樂部
盧頓
- 英格蘭足球甲級聯賽冠軍：2018–19
- 英冠附加賽冠軍 : 2023[26]

### 個人
- 韋斯咸年度最佳青年球員：2011–12

## 外部連結
- 足球数据库：丹·樸斯的球员统计数据
- Soccerway資料庫：丹·樸斯